# 杨敏 (1963年)
杨敏（1963年2月20日—），上海人，意大利男子乒乓球运动员。他曾代表意大利参加2004年夏季奥林匹克运动会乒乓球比赛，单打及双打项目均止步第一轮。